# Murat I.
Murat I. (turško: I. Murat ali Murad Hüdavendigâr, iz perzijskega خداوندگار , Hodāvandgār - "Božanski"), vladar Osmanskega cesarstva (1359-1389), * 29. junij 1326, † 28. junij 1389, Kosovsko polje.
Murat je bil sin Orhana I. in bizantinske princese Hirofire (turško: Nilüfer Hatun), ki je bila po poreklu Grkinja. Na prestol je prišel po očetovi smrti leta 1359.

## Ustanovitev Otomanskega cesarstva
Murat je bil prvi otomanski vladar, ki je začel sistematično osvajati evropsko ozemlje. Najprej je osvojil zahodno Trakijo in dolino reke Marice: Dimotika je padla leta 1361, Adrianopel (današnji Edirne) leta 1362 in Plovdiv leta 1363. Bizantinsko cesarstvo je izgubilo svoje evropsko zaledje in postalo turška vazalna država, cesar Ivan V. Paleolog pa je moral sultanu plačevati davek. 
Murat je nato je združil turška plemena v Mali Aziji in ustanovil Otomansko cesarstvo. Leta 1383 je od kairskega velikega vezirja dobil vladarski naslov sultan, ustanovil prve oddelke janičarjev in vzpostavil sistem njihovega rekrutiranja (davek v krvi, devşirme). Organiziral je centralno vlado (divan), sistem timarjev in njihovih posestnikov timariotov in ustanovil vojaško sodišče (kazasker). Cesarstvo je razdelil na dve provinci-beglerbegluka: Rumelijo v Evropi) in Anatolijo v Aziji. 
Leta 1385 je osvojil Sofijo in Niš in italijanskima republikama Genova in Benetke podelil pravico do trgovanja na vseh turških ozemljih.

## Vojne
Murat se je vojskoval z močnim Karamanskim emiratom (turško: Karamanoğlu) v jugovzhodni osrednji Anatoliji ter s Srbi, Bolgari in Madžari na Balkanu. Njegov prodor v Evropo je poskušala ustaviti krščanska koalicijska vojska na čelu z madžarskim kraljem Ludvikom I. Anžuvincem (1342-1382). 26. septembra 1371 je prišlo do bitke na Marici, v kateri je turška vojska pod poveljstvom prvega rumelijskega beglerbega Lala Şâhin paše porazila združeno srbsko in bolgarsko vojsko pod poveljstvom srbskega prilepskega kralja Vukašina in njegovega brata Uglješe Mrnjavčevića. Po bitki so tudi Vukašina prisilili k plačevanju davka. Leta 1386 je prišlo bitke pri Pločniku, v kateri so Turki ponovno porazili Srbe, tokrat pod poveljstvom kneza Lazarja Hrebeljanovića.
Leta 1389 je prišlo do odločilne Kosovske bitke, v kateri je Murat porazil združeno srbsko in bosansko vojsko pod poveljstvom kneza Lazarja. Murata je že po nekaj urah bitke zabodel srbski vitez Miloš Obilić. Poveljstvo vojske je takoj prevzel Muratov sin Bajazid, poklical iz bitke svojega brata Jakuba, ki je bil izbran za Muratovega naslednika, in ga dal zadaviti. Bajazid je po njegovi smrti postal edini naslednik otomanskega prestola. 
Glede na to, da je Murat umrl na bojnem polju, kar se v srednjem veku ni dogajalo prav pogosto, je bila njegova smrt zelo odmevna. Krščanski in turški viri so se o času in načinu njegove smrti zelo razhajali. Turški viri so trdili, da je bil ubit s prevaro po bitki, krščanski viri pa so iz njegove smrti naredili legendo o podvigu osamljenega viteza (Miloša Obilića), ki je žrtvoval svoje življenje, da bi ustavil mogočnega sultana. Popolnoma razčlenjeno kosovsko legendo je leta 1601 objavil Mavro Orbin v knjigi "Kraljestvo Slovanov".
Najstarejši pisni dokument, v katerem je opisan Muratov uboj, je pismo firenškega senata bosanskemu kralju Tvrtku I. z datumom 20. oktober 1389. V pismu ni omenjeno nobeno ime, piše pa, da se je skozi turške vrste prebilo dvanajst srbskih plemičev, ki so Murata ubili.
Murata so pokopali na robu bojnega polja v vasi Obilić. Njegovo grobnico - Muratovo turbe - so pred kratkim obnovili.

## Družina

### Žene
- Gulçicek Hatun, po porelu Grkinja
- Maria Thamara Hatun
- Paşa Melek Hatun, hčerka Kizil Murat Beja
- Fulane Hatun, hčerka Çandaroğluja

### Sinovi
- Yıldırım Bayezid, sultan Bajazid I. (1354-1402)
- Yakub Çelebi, zadavljen leta 1389 med Kosovsko bitko
- Savcı Bey
- İbrahim Bey
- Halil Bey

### Hčerki
- Nefise Hatun
- Sultan Hatun